# Saliocleta dejoannisi
Saliocleta dejoannisi är en fjärilsart som beskrevs av Alexander Schintlmeister 1997. Saliocleta dejoannisi ingår i släktet Saliocleta och familjen tandspinnare. Inga underarter finns listade.